# 普慈公主
普慈公主（?—?），是中国五代十国前蜀开国皇帝高祖王建之女。
公主幼年敏慧，王建很喜欢她。唐昭宗天复年间，岐王李茂贞派人为自己的侄子（《大汉左雄霸军使琅琊王公夫人故陇西李氏内志铭》作儿子）李继崇求婚，王建答应把普慈公主嫁给他，送亲时，队伍相望千里。李继崇被封为陇西郡王。李继崇酗酒，对公主无礼，公主派宦官宋光嗣送信给父亲。王建對公主说她母亲死了，请公主回来奔丧。永平元年（911年），公主回成都，不再回还。李茂贞大怒，与王建交恶，最后爆发青泥岭之战。李继崇和公主所生的女兒，嫁給后汉左雄霸军使琅琊王某。